# Nova Serrana
Nova Serrana est une municipalité brésilienne de l'État du Minas Gerais et la microrégion de Divinópolis.